# Saint-Jean-de-Vaux
Saint-Jean-de-Vaux é uma comuna francesa na região administrativa de Borgonha-Franco-Condado, no departamento Saône-et-Loire. Estende-se por uma área de 2,26 km². Em 2010 a comuna tinha 417 habitantes (densidade: 184,5 hab./km²).